# Tutuila
Tutuila je hlavní ostrov Americké Samoy, a je součástí Samojských ostrovů. Leží zhruba 4 000 kilometrů severovýchodně od Brisbane v Austrálii a více než 1 200 kilometrů severovýchodně od Fidži. Na ostrově se nachází velký přírodní přístav Pago Pago, ležící ve stejnojmenné vesnici, která je hlavním městem Americké Samoy. Ostrov obývá asi 56 000 obyvatel. Tutuila je oblíbenou destinací pro turisty díky svým plážím, korálovým útesům a památkám z druhé světové války. Je také vhodný pro sportovní aktivity, jako je potápění, šnorchlování a turistika.

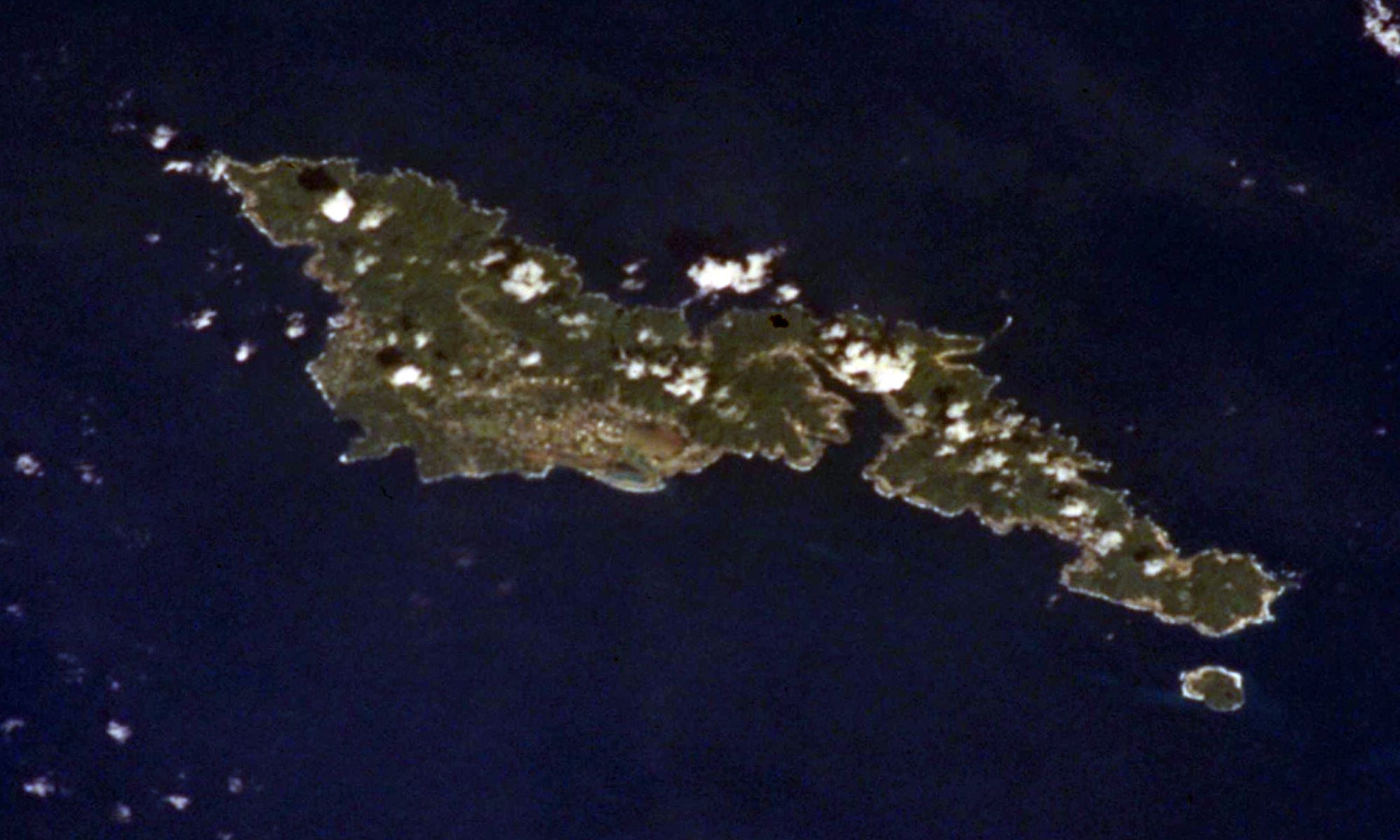
Snímek ostrovů Tutuila a Aunu‘u z oběžné dráhy Země

## Etymologie
Říká se, že jméno Tutuila mohla ostrovu dát žena jménem Salaia. Pojmenovala ostrov podle kombinace jmen svých rodičů: Tutu a Ila. Jiný název ostrova je založen na jménu samotné Salaie: „o le motu o Salaia“ („ostrov Salaia“) nebo „motu sā“ (doslovně „posvátný ostrov“).

## Geografie

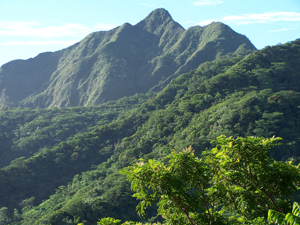
Vrchol Matafao, nejvyšší vrchol na ostrově Tutuila

Tutuila je poměrně malý a úzký ostrov, který měří zhruba 33 kilometrů napříč a jen něco málo přes 4,8 kilometrů od severu k jihu v nejširším místě. Rozloha tohoto sopečného ostrova je 142,3 km² s pobřežní linií 101,3 kilometrů. Pohoří, které se táhne od západu na východ, je členité a klikaté, přičemž severní pobřeží má strmé útesy a neobvyklou hranici pobřeží. Jižní část ostrova má rovinatější terén. Nejvyšším bodem na ostrově Tutuila je vrchol Matafao, který je v nadmořské výšce 653 metrů. Na ostrově se nacházejí dvě chráněná území, a to Národní park o rozloze 2 000 hektarů a Fagatele Bay National Marine Sanctury o rozloze 66 hektarů.